# Michał Sprusiński
Michał Sprusiński (ur. 2 września 1940 w Krakowie, zm. 31 maja 1981 w Porto Heli) – polski poeta, krytyk literacki, tłumacz.

## Życiorys
Ukończył filologię polską na Uniwersytecie Jagiellońskim w 1963 roku. Od 1970 roku w Warszawie, gdzie był redaktorem naczelnym Spółdzielni Wydawniczej „Czytelnik”, stałym współpracownikiem tygodnika „Literatura” i miesięcznika „Literatura na Świecie”. W latach 1974–1975 przebywał na stypendium w USA.
Debiutował w 1959 jako krytyk na łamach „Tygodnika Powszechnego”. Autor esejów: Imiona naszego czasu. Szkice o poetach współczesnych i dawnych (1974), Między prawdą a zmyśleniem. Szkice o nowszej prozie polskiej (1978), pośmiertnie Zwycięzcy i pokonani (1984) o literaturze amerykańskiej XX wieku.
Poeta, autor zbiorów refleksyjnych wierszy, utrzymanych w stylu neoklasycyzmu, nawiązujących do literatury anglosaskiej: Popołudnie (1963), Horoskop (1967), Sen słoneczny (1972), pośmiertny wybór Miejsce w słońcu (1982).
W 1976 roku zagrał rolę prezesa klubu w filmie Powrót w reżyserii Filipa Bajona.
Zmarł w drodze do szpitala w Atenach w wyniku obrażeń odniesionych podczas upadku na skalistej plaży w Porto Heli (Ermionida).
Jego pamięci wiersz poświęcił Tadeusz Kijonka.

## Przekłady
- John Milton, Samson walczący (1977)
- Janis Ritsos, Sonata księżycowa (z jęz. greckiego, 1980)
- Edgar Lee Masters, Antologia Spoon River (1981)